# Voigtländer

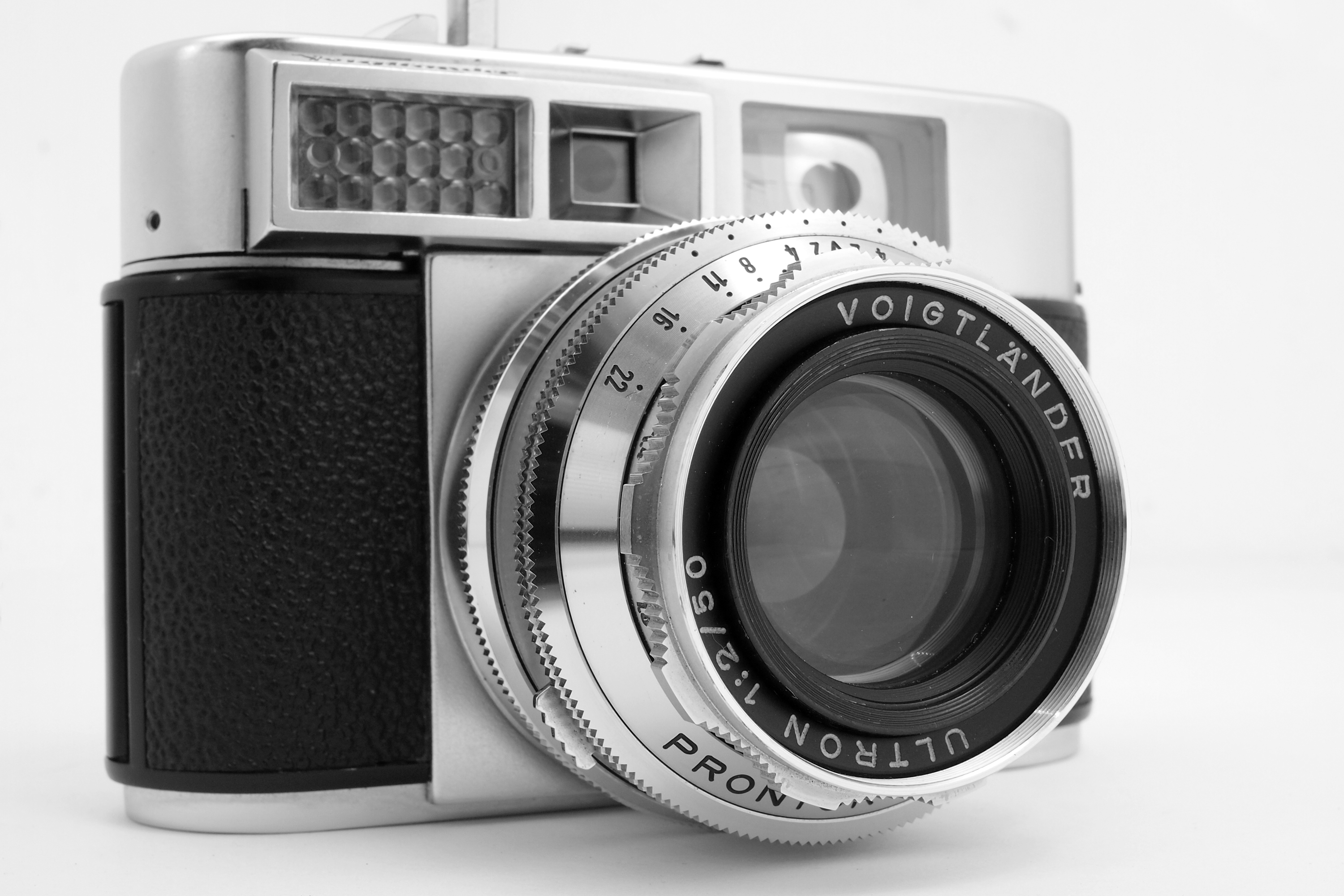
La Voigtländer Vitoret DR se empezó a comercializar en 1964 como una cámara de 35 mm económica con telémetro

Voigtländer es una marca de cámaras fotográficas que jugó un papel destacable en los comienzos de la fotografía, durante el siglo XIX. Entre otros logros, fabricaron el primer objetivo que usaba cálculos técnicos en su construcción. La compañía original se creó el año 1756 en Viena (Austria), si bien posteriormente mudó su sede tradicional a la ciudad alemana de Brunswick, en la cual ya tenían sede otras importantes empresas del sector.

## Historia
La compañía fue creada por Johann Christoph Voigtländer para producir aparatos de medición y lentes para la visión de la opera. En 1839, a partir de hacerse público el nacimiento de la fotografía, comenzaron a fabricar objetivos fotográficos, y sólo un año después pasaron ya a elaborar cámaras completas. 
Sus objetivos, fabricados por el profesor Jozef Maximilián Petzval,  fueron revolucionarios, ya que eran los primeros que utilizaban cálculos matemáticos precisos y no se hacía a ojo. Tenían una buenísima luminosidad de 1/3,5, algo totalmente desconocido anteriormente y que propició grandes posibilidades de reducción de la velocidad de obturación.
Debido a diferencias de Petzval con Peter Wilhelm Friedrich von Voigtländer por falta de un contrato o una patente y que sólo había recibido 2000 florines, el año 1849 la empresa creó una segunda factoría en Brunswick (Alemania), donde acabaría trasladándose la familia y la empresa completa pasando a llamarse “Voigtländer e hijo”.
En el año 1898 la empresa familiar salió a bolsa, pasando a ser controlada en 1925 por la compañía Schering, que amplió enormemente su capacidad de producción. Las décadas siguientes se convirtió en paladín indiscutible en su campo e introdujo numerosos y novedosos productos que posteriormente se convertirían en normales (entre ellos el primer objetivo zoom de 35 mm y la primera cámara compacta con flash incorporado), esforzándose en hacer que la fotografía fuera asequible a todos. 
Schering vendió Voigtländer a la fundación Carl-Zeiss en 1956 y nueve años después, se fundó la compañía Zeiss-Ikon/Voigtländer”, que comenzó a entrar en una crisis que produjo el cierre definitivo de la fábrica de Voigtländer en 1971. Posteriormente la empresa pasó a manos de su competidor y vecino Rollei, que llevó la producción de la marca Voigtländer a Singapur.
En 1982 también quebró Rollei, cuyos derechos fueron adquiridos por Plusfoto, que en 1997 se fusionó con Ringfoto, de modo que Voigtländer forma hoy parte de este grupo.
La marca actual comercializa diferentes productos para la fotografía no profesional: cámaras digitales compactas, tarjetas de memoria, marcos digitales, etc. No obstante, desde 1999 la firma japonesa Cosina comparte los derechos de la marca (Cosina Voigtländer) y se dedica a la producción de su gama clásica y de alta gama (cámaras de formato medio, etc.)

## Inventos (selección)
- 1840: Primer objetivo científicamente diseñado.
- 1960: Primer Zoom de 35 mm.
- 1965: Vitrona, primera cámara compacta con flash incorporado.